# Willemetia
Willemetia é um género botânico pertencente à família Asteraceae. Este género inclui cinco espécies descritas, mas apenas uma, Willemetia stipitata (Jacq.), se encontra aceite.